# Zgodovine (Tacit)
Zgodovine (latinsko Historiae) je rimska zgodovinska kronika Tacita. Napisana v letih med 100 – 110, zajema obdobje med leti 69 – 96, ki vključuje leto štirih cesarjev po Neronovem padcu, pa tudi obdobje med vzponom Flavijske dinastije pod Vespazijanom in Domicijanovo smrtjo.
Zgodovine in Anali so skupaj obsegale 30 knjig. Sveti Hieronim se izrecno sklicuje na te knjige in približno polovica jih je preživela. Čeprav se učenjaki ne strinjajo o tem, kako dodeliti knjige vsakemu delu, jih je tradicionalno štirinajst dodeljenih Zgodovinam in šestnajst Analom. Tacitov prijatelj Plinij mlajši je omenil "vaše zgodovine", ko je pisal Tacitu o njegovem poprejšnjem delu.
Ko je Tacit dokončal Zgodovine, je obravnavan čas zajemal rimsko zgodovino od leta 69 našega štetja, po Neronovi smrti, do leta 96 našega štetja, konca Domicijanove vladavine. Anali obravnavajo pet desetletij pred Neronom, od leta 14 našega štetja, tj. vladavino Tiberija, do leta 68 našega štetja, ko je Neron umrl.

## Vsebina
V enem od prvih poglavij Agricole Tacit navaja, da želi govoriti o letih Domiciana, Nerve in Trajana. V Zgodovinah je bil projekt spremenjen: v uvodu Tacit pravi, da se bo z dobo Nerve in Trajana ukvarjal pozneje. Namesto tega pokriva obdobje, ki se je začelo z državljanskimi vojnami v letu štirih cesarjev in končalo z despotizmom Flavijcev. Ohranile so se le prve štiri knjige in prvih 26 poglavij pete knjige, ki zajemajo leto 69 in prvi del leta 70. Delo naj bi se nadaljevalo do Domicijanove smrti 18. septembra 96. Peta knjiga vsebuje — kot uvod v poročilo o Titovi zmagi v prvi judovsko-rimski vojni — kratek etnografski pregled starih Judov — in je neprecenljiv zapis o odnosu izobraženih Rimljanov do tega ljudstva.
Tacit je napisal Zgodovino 30 let kasneje, nedolgo po tem, ko je Nerva prevzel oblast, kar je bilo podobno dogodkom iz leta 69, ko so štirje cesarji - Galba, Oton, Vitelij in Vespazijan - vsak zase prevzeli oblast v hitrem zaporedju. Način njihovega pristopa je pokazal, da ker je cesarska moč temeljila na podpori legij, je bil cesar sedaj lahko izbran ne samo v Rimu, ampak kjerkoli v imperiju, kjer je bilo zbranih dovolj legij. 
Nerva je tako kot Galba prišel na prestol po senatorskem imenovanju, v Nervovem primeru po nasilni smrti prejšnjega cesarja Domicijana. Tako kot Galba se je moral Nerva soočiti z uporom pretorijancev in tako kot Galba je svojega naslednika določil s tradicionalno metodo posvojitve. Galba, ki ga je Tacit opisal kot slabotnega starca, je izbral naslednika, ki zaradi svoje resnosti ni mogel pridobiti vere in nadzora nad vojaki. Namesto tega je Nerva utrdil svojo moč tako, da je vzpostavil povezavo med prestolom in Trajanom, ki je bil general legij Gornjega Rena in priljubljen v vojski. Verjetno je bil Tacit član cesarskega sveta, v katerem je bil Trajan izbran za posvojitev.

## Ideologija
V prvi knjigi Historiae govor položen na jezik Galbe razjasni Tacitov ideološki in politični položaj. Zaradi Galbinega čistega spoštovanja formalnosti in pomanjkanja političnega realizma ni mogel nadzorovati dogodkov. Nasprotno pa je Nerva posvojil Trajana, ki je bil sposoben ohraniti legije enotne, preprečiti vmešavanje vojske v imperialno politiko, ustaviti nemir med legijami in tako preprečiti rivalske kandidate za prestol. Tacit je bil prepričan, da lahko samo principat (»princ«, to je monarhični cesar) ohrani mir, zvestobo vojske in kohezijo cesarstva.
Ko razpravlja o vzponu Avgusta Cezarja na oblast, Tacit pravi, da je bila po bitki pri Akciju združitev oblasti v rokah princa potrebna za ohranitev miru. Princ ne bi smel biti tiran, kot Domicijan, niti norec, kot Galba. Moral bi biti sposoben ohraniti imperij varen, hkrati pa rešiti prestiž in dostojanstvo senata. (Seneka obravnava isto točko). Tacit je brez kakršnih koli iluzij menil, da je vladavina posvojenih cesarjev edina možna rešitev težav cesarstva.

## Slog
Slog pripovedi je hiter, kar odraža hitrost dogajanja. Pripovedni ritem ne pušča prostora za upočasnitev ali odmik. Da bi lahko učinkovito pisal v tem slogu, je moral Tacit povzeti veliko informacij iz svojih virov. Včasih preskoči dele; pogosteje zgodbo razdeli na posamezne prizore in na ta način ustvari dramatično pripoved.
Tacit piše z vidika aristokrata. Kaže strah, pomešan s prezirom, pred nemirom vojakov in ljudstvom prestolnice. Nizko ceni tudi tiste člane senata, katerih obnašanje opisuje zlobno, pri čemer vztraja pri nasprotju med njihovo javno podobo in neizpovedljivo resničnostjo: prilizovanjem, zaroto in ambicioznostjo. Historiae je mračno delo; vseskozi govori o nasilju, nepoštenosti in nepravičnosti.
Tacit spretno prikazuje like, izmenjuje kratke in ostre zapise s popolnimi portreti. Njegova tehnika je podobna Salustijevi: neskladnost, parataksa in ohlapna slogovna struktura se združijo, da naredijo like ostre. Vpliv Salustija je očiten tudi v preostalem Tacitovem slogu. Tacit izboljša metodo, pri čemer poudarja napetost med gravitacijo, ki povezuje pripoved s preteklostjo, in patosom, ki jo dela dramatično. Tacit obožuje elipso glagolov in veznikov. Uporablja nepravilne konstrukte in pogoste menjave teme, da bi pripovedovanju dal raznolikost in gibanje. Pogosto se zgodi, da se stavek, ko se zdi končan, razširi s presenetljivim repom, ki doda komentar, ki je običajno aludiran ali posreden. 

## Poglej tudi
- Anali (Tacit)
- Tacitovske študije